# ナーサリー富田幼児園
ナーサリー富田幼児園（なーさりーとみだようじえん、英称:Nursery　TomidaKindergarten）は、徳島県徳島市富田橋にある無認可の私立保育施設である。現状では認可外保育施設に分類されるが、幼稚園と保育園が統合された形態である。2012年12月21日、国連教育科学文化機関（ユネスコ）にユネスコスクールとして認定された。異文化交流プログラム、芸術文化プログラム、新聞制作プログラムなどを行っている。2017年4月から学童保育を併設。園児定員169名。　

## 沿革
- 1964年 - ナーサリー富田幼児園設立。

　　　　　　　　　現在の地に開園する。２階建て壁式ＲＣ造